# Pentamera obscura
Pentamera obscura is een zeekomkommer uit de familie Phyllophoridae.
De wetenschappelijke naam van de soort werd in 1951 gepubliceerd door Gustave Cherbonnier.